# 夏仁德
夏仁德（Randolph C. Sailer，1898年8月24日-1981年7月11日）美北长老会在华传教士，美国心理学家。
1898年8月24日，夏仁德出生于美国费城。父母是虔诚基督徒，年幼接受基督教教育。1919年毕业于普林斯顿大学，负责组织青年会及夏令营工作。1922年获哥伦比亚大学硕士学位。1923年获哥伦比亚大学博士学位。同时学习纽约协和神学院课程。1923年8月来华，任教于燕京大学，任心理学系主任。1925年10月，他与燕大宗教学系女教师路易斯·埃伯特结婚。
夏仁德曾多年担任燕京大学基督徒团契主席。中日战争期间，抗日组织成员曾频繁地在他的燕南园住所开会。1941年，珍珠港事件发生，夏仁德没有逃离，被日本囚禁于山东潍县乐道院集中营。1943年9月美国和日本交换囚犯，他被送回美国。1945年夏天他又回到在成都的燕大。1946年经西安、上海回到燕园，任燕大教育系主任。1948年8月，他帮助被国民政府通缉的亲共学生出逃。1949年10月12日，他上街游行，庆贺共产党的胜利。1950年夏仁德返美，是美中人民友好协会负责人。后任教于巴基斯坦Forman Christian College。1963年退休，1973年4月，夏仁德夫妇受邀访问北京。
1981年7月11日，夏仁德辞世。在他去世以后，燕大校友把他的名字和赖朴吾的名字一起刻在未名湖与临湖轩之间的山石上，以示缅怀和景仰。